# كريس غراي
كريس غراي (بالإنجليزية: Chris Gray)‏ هو لاعب كرة قدم أمريكية أمريكي، ولد في 19 يونيو 1970 في برمنغهام في الولايات المتحدة.

## وصلات خارجية
- كريس غراي على موقع مرجع كرة القدم المحترفة.كوم (الإنجليزية)